# Бабакар, Кума
Кума́ Эльхаджи́ Бабака́р (фр. Khouma Elhadji Babacar; 17 марта 1993, Тиес, Сенегал) — сенегальский футболист, нападающий клуба «Копенгаген».

## Биография
Бабакар начал свою карьеру в футбольной академии клуба «Рель» в своём родном городе Тиес. В 2007 году Кума переехал в Италию, присоединившись к клубу «Пескара». Через год молодого нападающего приобрела «Фиорентина». В декабре 2009 года он начал тренироваться с основной командой. Бабакар дебютировал за основу в матче 1/8 финала Кубка Италии против «Кьево». В первом же своём матче он сумел отличиться, сделав счёт 2:2. А когда Адриан Муту забил победный третий гол, Бабакар был заменён на своего товарища по молодёжной команде Федерико Карраро. В Серии А Бабакар дебютировал в матче с «Лацио» в 26-м туре, заменив на 58-й минуте Марио Болатти. В своём втором матче в Серии А Бабакар вышел на 57-й минуте, и уже через три минуты поучаствовал в голевой комбинации. На последней минуте матча он отдал голевую передачу на Стевана Йоветича, который сделал счёт 3:1 в пользу «Фиорентины». Следующий матч для Бабакара вышел ещё более удачным: выйдя на замену, он забил свой первый гол в Серии А, войдя в историю как самый молодой игрок, когда-либо забивавший на этом соревновании.
Зимой 2018 года «Сассуоло» арендовал Бабакара с обязательной опцией выкупа по окончании сезона.